# Marcus Stock

Marcus Stock (2014)

Bischofswappen von Marcus Stock

Marcus Nigel Ralph Stock (* 27. August 1961 in London) ist ein englischer Geistlicher und römisch-katholischer Bischof von Leeds.

## Leben
Marcus Stock studierte Katholische Theologie in Oxford und an der Päpstlichen Universität Gregoriana in Rom, wo er einen Abschluss in Dogmatik erwarb. Am 13. Juni 1988 empfing er die Priesterweihe für das Erzbistum Birmingham. Nach verschiedenen Aufgaben in der Pfarrseelsorge war er ab 1999 vor allem im katholischen Bildungswesen des Erzbistums Birmingham tätig.
Im Jahr 2009 wurde er Generalsekretär der Bischofskonferenz von England und Wales. Papst Benedikt XVI. verlieh ihm am 29. Dezember 2011 den Ehrentitel eines Päpstlichen Ehrenprälaten.
Papst Franziskus ernannte ihn am 15. September 2014 zum Bischof von Leeds. Der Erzbischof von Westminster, Vincent Gerard Kardinal Nichols, spendete ihm am 13. November desselben Jahres die Bischofsweihe. Mitkonsekratoren waren der Erzbischof von Birmingham, Bernard Longley, und sein Vorgänger, Erzbischof Arthur Roche, Sekretär der Kongregation für den Gottesdienst und die Sakramentenordnung. Sein Wahlspruch lautet Desiderio Desideravi (deutsch: Wie sehr habe ich mich danach gesehnt) und entstammt dem Lukasevangelium (Lk 22,15 ).